# بيل براينت
بيل براينت (15 يناير 1906 - 1995) (بالإنجليزية: Bill Bryant)‏ هو لاعب كريكت أسترالي.

## وصلات خارجية
- بيل براينت على موقع إي آس بي آن كريك إنفو (الإنجليزية)